# Adam McKay
Adam McKay, född 17 april 1968 i Denver, Colorado, är en amerikansk filmregissör, manusförfattare, filmproducent, skådespelare och komiker. 
McKay var manusförfattare för sketchprogrammet Saturday Night Live mellan 1995 och 2001 varav han var huvudförfattare under tre säsonger. Han anställdes på SNL samtidigt som skådespelaren Will Ferrell och de två kom att bli vänner. McKay och Ferrell, som båda oftast gör komedifilmer, startade 2006 produktionsbolaget Gary Sanchez Prods tillsammans. Ferrell har spelat större roller i många av McKays filmer som Anchorman (2004), Talladega Nights: The Ballad of Ricky Bobby (2006), Step Brothers (2008), The Other Guys (2010) och Anchorman 2 (2013). År 2019 lade McKay och Ferrell ner produktionsbolaget och gick skilda vägar.
2015 regisserade McKay The Big Short, en film som var mer dramatisk och seriösare än hans andra filmer, och dessutom utan Will Ferrell i huvudrollen. Filmens handling bygger på Finanskrisen 2007–2008. McKay nominerades till två Oscars för Bästa regi och Bästa manus efter förlaga. För den sistnämnda kategorin belönades McKay tillsammans med Charles Randolph. År 2021 regisserade och skrev han långfilmen Don't Look Up som är en allegori för den globala uppvärmningen.
McKay föddes i Denver, Colorado men växte upp i Worcester i Massachusetts och senare i Malvern i Chester County, Pennsylvania.

## Filmografi (urval)
| År   | Titel                                       | Krediterad som | Krediterad som | Krediterad som | Krediterad som | Noteringar        |
| År   | Titel                                       | Regissör       | Manus          | Producent      | Skådespelare   | Noteringar        |
| ---- | ------------------------------------------- | -------------- | -------------- | -------------- | -------------- | ----------------- |
| 2004 | Anchorman                                   | Ja             | Ja             |                | Ja             | Vaktmästare       |
| 2006 | Talladega Nights: The Ballad of Ricky Bobby | Ja             | Ja             | Ja             | Ja             | Terry Cheveaux    |
| 2008 | Step Brothers                               | Ja             | Ja             | Ja             | Ja             | Man utan glasögon |
| 2009 | The Goods: Live Hard, Sell Hard             |                |                | Ja             |                |                   |
| 2009 | Land of the Lost                            |                |                | Ja             |                |                   |
| 2010 | The Other Guys                              | Ja             | Ja             | Ja             | Ja             | Dirty Mike        |
| 2010 | The Virginity Hit                           |                |                | Ja             |                |                   |
| 2012 | Casa de mi Padre                            |                |                | Ja             |                |                   |
| 2012 | Möhippan                                    |                |                | Ja             |                |                   |
| 2012 | Rivalerna                                   |                | Ja             | Ja             |                | Synopsis          |
| 2013 | Anchorman 2                                 | Ja             | Ja             | Ja             |                |                   |
| 2013 | Hansel & Gretel: Witch Hunters              |                |                | Ja             |                |                   |
| 2014 | Tammy                                       |                |                | Ja             |                |                   |
| 2015 | Ant-Man                                     |                | Ja             |                |                |                   |
| 2015 | The Big Short                               | Ja             | Ja             |                |                |                   |
| 2015 | Daddy's Home                                |                |                | Ja             |                |                   |
| 2015 | Get Hard                                    |                | Ja             | Ja             |                | Synopsis          |
| 2016 | Grimsby                                     |                |                | Ja             |                |                   |
| 2018 | Vice                                        | Ja             | Ja             | Ja             |                |                   |